# Hoofd onder water
Hoofd onder water is een single van de Nederlandse popgroep I.O.S. uit 2008. Het stond in 2007 als derde track op het album Open, waar het de tweede single van was, na Open.

## Achtergrond
Hoofd onder water is geschreven door Joost Marsman, Sander Rozeboom, Marc van der Voorn en Mijke Marsman en geproduceerd door Gordon Groothedde. Het is een nederpoplied dat gaat over een relatiebreuk. B-kant van de single was Zoveel meer, welke niet op een album van I.O.S. terug te vinden is. 

## Hitnoteringen
Het lied behaalde in Nederland enkele successen in de hitlijsten. Het kwam tot de achttiende plaats in de Single Top 100 en was tien weken in deze lijst te vinden. De piekpositie in de Top 40 was de twintigste plaats in de vijf weken dat het in deze hitlijst stond.